# Saraband (1948)
Saraband (originaltitel: Saraband for Dead Lovers) är en brittisk film från 1948 i regi av Basil Dearden, baserad på romanen Königsmarck kommer (Saraband for Dead Lovers) av Helen Simpson och en pjäs av John Dighton och Alexander Mackendrick.

## Handling
En ung kvinna gifter sig med en prins och blir kär i en svensk greve.

## Medverkande (i urval)
- Stewart Granger - Greve Philip Konigsmark
- Joan Greenwood - Sophie Dorothea
- Peter Bull - Prins George Louis
- Anthony Quayle - Durer
- Michael Gough - Prins Charles
- Christopher Lee - Ska finnas med i filmen men är inte krediterad och har inte blivit sedd
- Anthony Steel - (ej krediterad)

## Om filmen
Filmen är inspelad i studio i London och hade svensk premiär den 6 december 1948.
Filmen var Oscarsnominerad i kategorin bästa dekor 1950.